# Volta a Cataluña 1932
La Volta a Cataluña 1932 fue la 14.ª edición de la Volta a Cataluña. Se disputó en 7 etapas del 4 al 11 de septiembre de 1932 con un total de 1.188 km. El vencedor final fue el español Mariano Cañardo, por delante del italiano Domenico Piemontesi y del también español Isidro Figueras.
En la segunda se empezaron a establecer importantes diferencias, al ganar el  belga Antoine Dignef con más de cuatro minutos respecto a los inmediatos perseguidores. Esta diferencia le sirvió para mantener el liderazgo hasta la 5.ª etapa, con final en Gerona y en la que los ciclistas tenían que superar la Collada de Toses y Santigosa. Bajo una lluvia constante Domenico Piemontesi y Mariano Cañardo atacaron en el ascenso a Toses. Poco a poco la diferencia aumentó, siendo de 5 minutos al paso del alto de Santigosa. A la altura de Navata los escapados disponían de 8 minutos respecto a los perseguidores, los cuales tienen el infortunio de ser embestidos por una motocicleta, provocando el abandono de Louis Hardiquest y heridas al líder, Antoine Dignef, y Isidro Figueras. Finalmente en la llegada a Gerona el hasta entonces líder pierde más de 25 minutos, mientras Cañardo pasa a liderar la carrera. Esta posición ya no la abandonó, ganando, de esta manera, su cuarta edición de la Vuelta.

## Etapas
| Etapa | Fecha            | Ciudades de etapa      | km    | Vencedor de la etapa | Líder de la general |
| ----- | ---------------- | ---------------------- | ----- | -------------------- | ------------------- |
| 1.º   | 4 de septiembre  | Barcelona - Reus       | 148,8 | Louis Hardiquest     | Louis Hardiquest    |
| 2.º   | 5 de septiembre  | Reus - Tortosa         | 141,8 | Antoine Dignef       | Antoine Dignef      |
| 3.º   | 6 de septiembre  | Tortosa - Cervera      | 200,5 | Domenico Piemontesi  | Antoine Dignef      |
| 4.º   | 7 de septiembre  | Cervera - Seo de Urgel | 144,6 | Ettore Meini         | Antoine Dignef      |
| 5.º   | 9 de septiembre  | Seo de Urgel - Gerona  | 230,7 | Domenico Piemontesi  | Mariano Cañardo     |
| 6.º   | 10 de septiembre | Gerona - Manresa       | 208,8 | Salvador Cardona     | Mariano Cañardo     |
| 7.º   | 11 de septiembre | Manresa - Barcelona    | 110,1 | Antoine Dignef       | Mariano Cañardo     |

### 1.ª etapa[1]
4-09-1932: Barcelona - Reus. 148,8 km
|   | Ciclista         | Tiempo     |
| - | ---------------- | ---------- |
| 1 | Louis Hardiquest | 4h 47' 16" |
| 2 | Mariano Cañardo  | m. t.      |
| 3 | Jef Moerenhout   | m. t.      |

|   | Ciclista         | Tiempo     |
| - | ---------------- | ---------- |
| 1 | Louis Hardiquest | 4h 47' 16" |
| 2 | Mariano Cañardo  | m. t.      |
| 3 | Jef Moerenhout   | m. t.      |

### 2.ª etapa
05-09-1932: Reus - Tortosa. 141,8 km
|   | Ciclista        | Tiempo     |
| - | --------------- | ---------- |
| 1 | Antoine Dignef  | 4h 53' 55" |
| 2 | Gabriel Hargues | + 04' 57"  |
| 3 | Mariano Cañardo | m. t.      |

|   | Ciclista        | Tiempo     |
| - | --------------- | ---------- |
| 1 | Antoine Dignef  | 9h 41' 11" |
| 2 | Gabriel Hargues | + 04' 57"  |
| 3 | Mariano Cañardo | m. t.      |

### 3.ª etapa[2]
06-09-1932: Tortosa - Cervera. 200,5 km
|   | Corredor            | Tiempo     |
| - | ------------------- | ---------- |
| 1 | Domenico Piemontesi | 6h 57' 31" |
| 2 | Louis Hardiquest    | m. t.      |
| 3 | Jef Moerenhout      | m. t.      |

|   | Ciclista        | Tiempo      |
| - | --------------- | ----------- |
| 1 | Antoine Dignef  | 16h 38' 42" |
| 2 | Mariano Cañardo | + 04' 57"   |
| 3 | Jef Moerenhout  | m. t.       |

### 4.ª etapa[3]
07-09-1932: Cervera - Seo de Urgel. 144,6 km
|   | Ciclista            | Tiempo     |
| - | ------------------- | ---------- |
| 1 | Ettore Meini        | 4h 35' 34" |
| 2 | Domenico Piemontesi | m. t.      |
| 3 | Marcel Maurel       | m. t.      |

|   | Ciclista        | Tiempo      |
| - | --------------- | ----------- |
| 1 | Antoine Dignef  | 21h 14' 16" |
| 2 | Mariano Cañardo | + 04' 57"   |
| 3 | Isidro Figueras | m. t.       |

### 5.ª etapa[4]
09-09-1932: Seo de Urgel - Gerona. 230,7 km
|   | Ciclista            | Tiempo     |
| - | ------------------- | ---------- |
| 1 | Domenico Piemontesi | 7h 30' 10" |
| 2 | Mariano Cañardo     | m. t.      |
| 3 | Isidro Figueras     | + 16' 15"  |

|   | Ciclista            | Tiempo      |
| - | ------------------- | ----------- |
| 1 | Mariano Cañardo     | 28h 49' 23" |
| 2 | Domenico Piemontesi | + 02' 50"   |
| 3 | Isidro Figueras     | + 16' 15"   |

### 6.ª etapa[5]
10-09-1932: Gerona - Manresa. 208,8 km
|   | Corredor                 | Tiempo     |
| - | ------------------------ | ---------- |
| 1 | Salvador Cardona         | 8h 00' 20" |
| 2 | Jean-Baptiste Intcegaray | m. t.      |
| 3 | Marcel Maurel            | m. t.      |

|   | Ciclista            | Tiempo      |
| - | ------------------- | ----------- |
| 1 | Mariano Cañardo     | 36h 49' 43" |
| 2 | Domenico Piemontesi | + 04' 02"   |
| 3 | Isidro Figueras     | + 16' 15"   |

### 7.ª etapa[6]
11-09-1932: Manresa - Barcelona. 110,1 km
|   | Corredor            | Tiempo     |
| - | ------------------- | ---------- |
| 1 | Antoine Dignef      | 4h 03' 31" |
| 2 | Domenico Piemontesi | m. t.      |
| 3 | Mariano Cañardo     | m. t.      |

|   | Ciclista            | Tiempo      |
| - | ------------------- | ----------- |
| 1 | Mariano Cañardo     | 40h 53' 14" |
| 2 | Domenico Piemontesi | + 04' 02"   |
| 3 | Isidro Figueras     | + 16' 15"   |

## Clasificación General
|    | Ciclista                  | Equipo                | Tiempo      |
| -- | ------------------------- | --------------------- | ----------- |
|    | Mariano Cañardo           |                       | 40h 53' 14" |
| 2  | Domenico Piemontesi       | Gloria                | + 4' 02"    |
| 3  | Isidro Figueras           |                       | + 16' 15"   |
| 4  | Antoine Dignef            |                       | + 20' 09"   |
| 5  | Aristide Cavallini        |                       | + 33' 07"   |
| 6  | Marcel Maurel             | France Sport - Dunlop | + 35' 30"   |
| 7  | Allegro Grandi            | Bianchi               | + 39' 10"   |
| 8  | Juan Mateu                |                       | + 51' 10"   |
| 9  | Ricardo Montero Hernández | Orbea                 | + 54' 20"   |
| 10 | Salvador Cardona          |                       | + 59' 21"   |